# Lil Wayne
Lil Wayne, właściwie Dwayne Michael Carter Jr. (ur. 27 września 1982 w Nowym Orleanie) – amerykański raper. Były członek Hot Boys – amerykańskiej grupy hiphopowej związanej z Cash Money Records.

## Życiorys

### Wczesne lata
Dorastał w Nowym Orleanie, w dzielnicy miasta Hollygrove. W pierwszej połowie lat 90., rapował na osiedlowych imprezach pod pseudonimem MC Lil’ Wayne. Podczas jednej z takich imprez usłyszeli go członkowie U.N.L.V., grupy nagrywającej pod szyldem Cash Money Records. Wayne dostał od nich informacje kontaktowe i pojechał za nimi na sesję rozdawania autografów, na której poznał szefów Cash Money – Briana „Baby” Williamsa i jego brata, Ronalda „Slima” Williamsa. Zaimprowizowane freestyle’e Wayne’a wywarły na nich wrażenie. Kiedy dostał wizytówki od Cash Money Records, odwiedzał siedzibę studia prawie codziennie, a także zostawiał freestyle’owe nagrania na ich automatycznej sekretarce. W konsekwencji szefowie Cash Money zdecydowali się zawrzeć umowę z raperem. W wieku 12 lat wydał pierwszą płytę razem z BG, True Story.
Z upływem czasu, gdy Wayne coraz poważniej interesował się rapem i zaczął nosić ubrania wskazujące przynależność do gangów, jego matka zaniepokoiła się wpływem Williamsów na jej syna, gdyż wiedziała o ich reputacji na ulicy. W końcu doprowadziła do odejścia Wayne’a z Cash Money Records. Po ucieczce z domu i przekonaniu matki, że jego zachowanie nie ma nic wspólnego z Babym i Slimem, powrócił do wytwórni.
Podczas zabawy naładowanym pistoletem, Wayne postrzelił się w pierś i niemal wykrwawił się na śmierć. Gdy na miejsce dotarła policja, stwierdził, że niezarejestrowana broń należała do jego ojczyma, Reginalda „Rabbit” Cartera. Ojczym dostał za to karę sześciu miesięcy więzienia. Niedługo po powrocie do domu „Rabbit” został porwany i zamordowany. Pewnego popołudnia, gdy Baby przyjechał zabrać Wayne’a do studia na sesję nagraniową, dowiedział się o tragicznych wydarzeniach. Zdecydował wtedy zająć się wychowywaniem Wayne’a i został jego ojcem zastępczym. Wayne od tej pory ma wytatuowane na piersi słowa „Bang Bang” upamiętniające nieszczęśliwy wypadek ojczyma, wytatuował także słowo „Rabbit” na jednej z rąk oraz trzy łzy na twarzy.

### Kariera
Jego solowy debiut, Tha Block Is Hot został wydany w 1999 roku. Drugi album, Lights Out, został wydany w 2000 roku, a kolejnym krokiem w jego karierze była płyta 500 Degreez, która ukazała się w 2002 roku. W 2004 Lil’ Wayne wydał pierwszą część swojej trylogii Tha Carter. Rok później została opublikowana kontynuacja Tha Carter II. Kolejna część Tha Carter III ukazała się 10 czerwca 2008. Album zajął 1. miejsce na liście Billboard 200. Był również nominowany w 2009 roku do Nagrody Grammy w kategorii najlepszy album roku. Kolejnym krokiem w karierze Wayne’a jest Rebirth, wydany 2 lutego 2010. W 2010 roku wydano płytę pt. I Am Not a Human Being. Następnie wydał jeszcze dwa albumy: Tha Carter IV (2011) i I Am Not a Human Being II (2013).
15 marca 2013 roku portal TMZ poinformował, iż Wayne trafił w stanie krytycznym do szpitala, gdzie miał otrzymać ostatnie namaszczenie.

### Życie prywatne
Gdy miał 16 lat, na świat przyszła jego córka – Reginae Carter. 14 lutego 2004 ożenił się z jej matką – Antonią „Toyą” Johnson. Para rozwiodła się w 2006. Później związany był z raperką Triną. Kiedy związek zakończył się, Trina zadedykowała mu piosenkę „Single Again”. Spotykał się również z raperką/wokalistką Khią. 22 października 2008 w Christ Hospital w Cinncinati przyszedł na świat jego syn – Dwayne Michael Carter III. Jego trzecie dziecko – syn Lennox Samuel Ari urodził się 9 września 2009. Matką chłopca jest aktorka Lauren London. 30 listopada 2009 piosenkarka Nivea urodziła ich syna Neala.
19 stycznia 2021 roku został ułaskawiony przez ustępującego prezydenta Donalda Trumpa po tym, jak został skazany za nielegalne posiadanie broni i amunicji.

## Dyskografia
- Tha Block Is Hot (1999)
- Lights Out (2000)
- 500 Degreez (2002)
- Tha Carter (2004)
- Tha Carter II (2005)
- Tha Carter III (2008)
- Rebirth (2010)
- I Am Not a Human Being (2010)
- Tha Carter IV (2011)
- I Am Not a Human Being II (2013)
- Free Weezy Album (2015)
- Tha Carter V (2018)
- Funeral (2020)
- No Ceilings (2020)

## Filmografia
- 2000: Baller Blockin jako Iceberg Shorty
- 2007: Who’s Your Caddy? jako on sam
- 2008/2009: Hurricane Season jako Lamont
- 2009: The Carter jako on sam
- 2009: Like Father, Like Son jako on sam